# Campylotropis splendens
Campylotropis splendens är en ärtväxtart som beskrevs av Anton Karl Schindler. Campylotropis splendens ingår i släktet Campylotropis och familjen ärtväxter. Inga underarter finns listade i Catalogue of Life.